# 솔저 스토리
《솔저 스토리》(영어: A Soldier's Story)는 미국에서 제작된 1984년 미스터리 드라마 영화이다. 노먼 주이슨 감독이 연출과 제작을 맡고, 하워드 E. 롤린스 주니어 등이 출연하였다.

## 출연진
- 하워드 E. 롤린스 주니어
- 에이돌프 시저
- 아트 에번스
- 데이비드 앨런 그리어
- 데이비드 해리스
- 덴절 워싱턴
- 데니스 립스컴
- 래리 라일리
- 로버트 타운젠드
- 윌리엄 앨런 영
- 패티 러벨
- 트레이 윌슨
- 윙스 하우저
- 스콧 폴린

## 기타 제작진
- 배역: 루번 캐넌
- 미술: 월터 스콧 헌던